# Арцах
40°04′00″ пн. ш. 46°56′00″ сх. д. / 40.066666666667° пн. ш. 46.933333333333° сх. д.

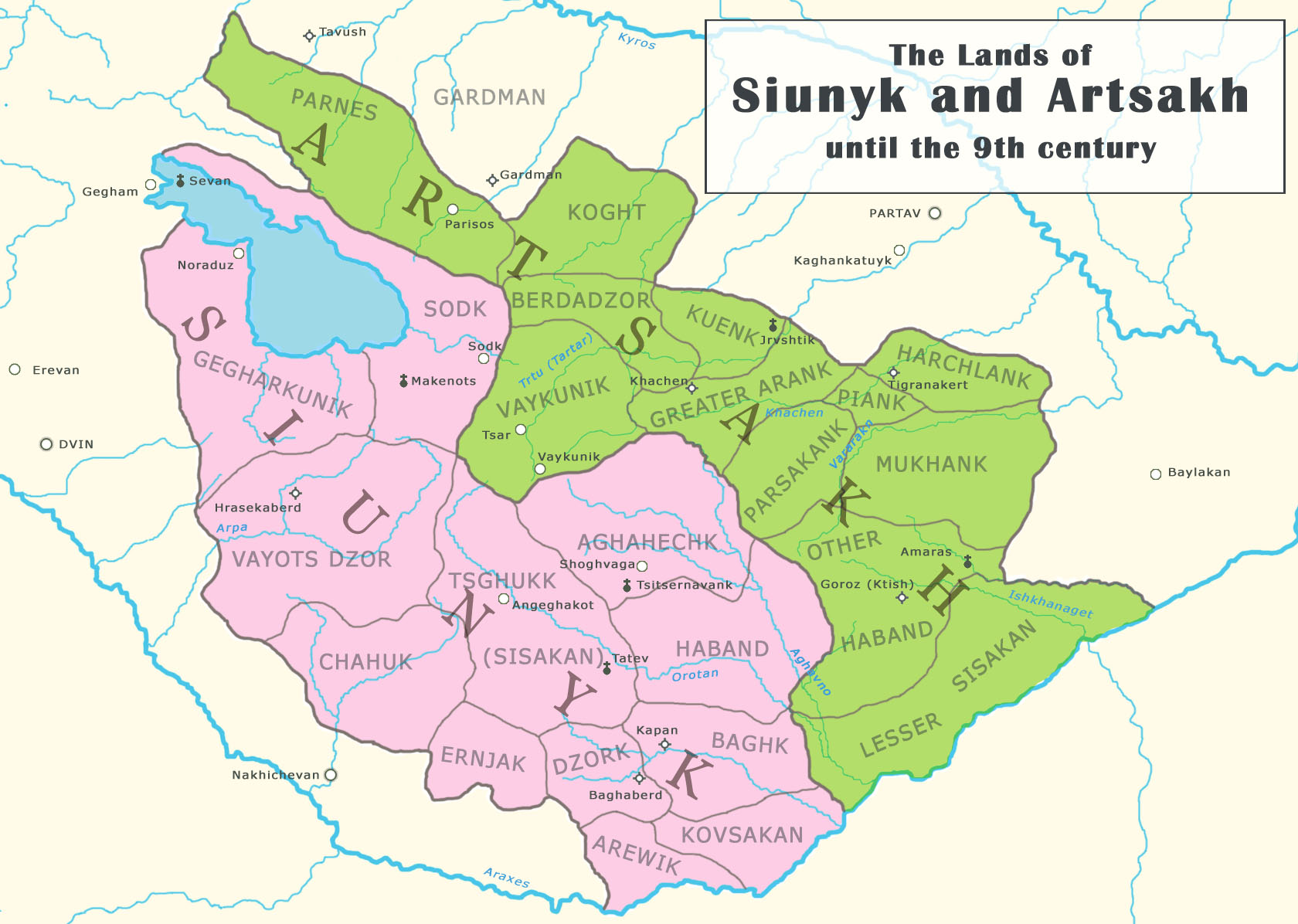
Землі Сюніка та Арцаха до початку 9 століття

Арцах (вірм. Արցախ) (Малий Сюнік, Глибинна Вірменія) — назва 9-ї провінції Великої Вірменії (історичного регіону у межріччі Кури та Араксу), що після 387 року н. е. увійшла до складу васальної від Персії Кавказької Албанії. Знаходиться повністю на території сучасного Азербайджану.